# Binghamton (New York)
Binghamton je město v okresu Broome County ve státě New York ve Spojených státech amerických. K roku 2010 zde žilo 47 376 obyvatel. S celkovou rozlohou 28,6 km² byla hustota zalidnění 1 656,6 obyvatel na km². Leží na soutoku řek Susquehanna a Chenango nedaleko hranice s Pensylvánií. 
V roce 2009 se ve městě odehrála masová střelba, při které zemřelo celkem 14 osob včetně pachatele.

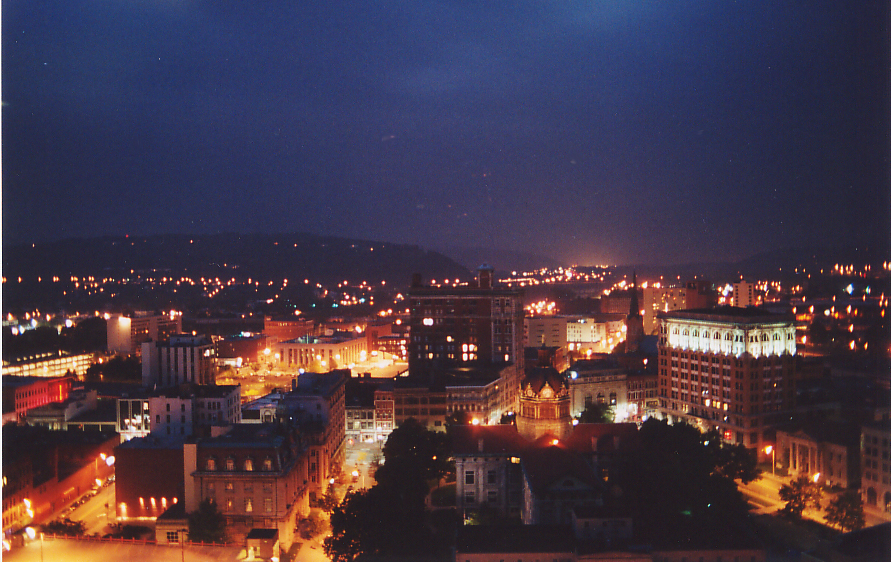